# Château Malartic-Lagravière
Pour les articles homonymes, voir Malartic et Lagravière.
 (août 2023).
Si vous disposez d'ouvrages ou d'articles de référence ou si vous connaissez des sites web de qualité traitant du thème abordé ici, merci de compléter l'article en donnant les références utiles à sa vérifiabilité et en les liant à la section « Notes et références ».
Le château Malartic-Lagravière est un domaine viticole situé à Léognan en Gironde. Situé en AOC pessac-léognan, il est classé grand cru dans le classement des vins de Graves. Le Château est racheté fin 1996 par Michèle et Alfred-Alexandre Bonnie.

## Histoire du domaine
Le Domaine de la Gravière, déjà connu pour son terroir, est racheté à la fin du XVIIIe siècle par la famille de Malartic.
En 1850, Madame Ricard, propriétaire des lieux, accole les noms Malartic avec celui de Lagravière en hommage au Comte de Malartic et agrandit le domaine. Sa petite-fille, Angèle, en prend la direction en 1901.
En 1947, Jacques Marly dirige le domaine Malartic-Lagravière après avoir épousé la petite-fille d’Angèle. 
En 1990, la famille Marly vend le domaine au groupe Laurent-Perrier qui le revend en 1996 à la famille Bonnie.

## Terroir
Protégé par les pins de la forêt des Landes, le vignoble du Château Malartic-Lagravière est principalement situé sur la plus belle croupe de Graves, dominée par des sols de graves composés de graviers mêlés de sable et d’argile. C’est en fait une haute terrasse profondément entaillée par le ruisseau de l'Eau Blanche et ses affluents. Les bas des pentes de cette croupe principale sont recouverts de sables gris ou de colluvions provenant du ravinement des parties en pente. La couche de graves, dont l’épaisseur varie de cinquante centimètres à plus de trois mètres, réalise un excellent drainage en surface. Le sol superficiel, très sablonneux et pauvre, tapisse une couche d’argile. Le sous-sol argileux retient une importante réserve d’eau qui assure une parfaite alimentation hydrique de la vigne, même lors des sécheresses les plus sévères. Un sol très perméable, un ensoleillement optimal, une sensibilité réduite aux variations climatiques constituent autant de facteurs éminemment favorables à la culture de la vigne.

## Sources et références
1. ↑  Eloïse Heeter Tari, Château Nairac, « Château Malartic-Lagraviere 2007 », sur Académie Vins Bordeaux, 7 février 2012 (consulté le 21 décembre 2023)